# 사유한군
수학에서 사유한군(射有限群, 영어: profinite group)은 유한군의 사영 극한으로 얻어지는 위상군이다.

## 정의
위상군 {\displaystyle G}에 대하여, 다음 세 조건이 서로 동치이며, 이를 만족시키는 위상군을 사유한군이라고 한다.:5, Proposition 1.1.3
- 하우스도르프 콤팩트 완전 분리 위상군이다. 즉, 스톤 공간인 위상군이다.
- 하우스도르프 콤팩트 위상군이며, 열린 부분군들로 구성된 {\displaystyle 1\in G}의 국소 기저가 존재한다.
- 하우스도르프 콤팩트 위상군이며, 열린 정규 부분군들로 구성된 {\displaystyle 1\in G}의 국소 기저가 존재한다.
- 이산 유한군들의 사영 극한과 동형이다.

증명 (넷째 조건 ⇒ 첫째 조건):
다음 사실들로부터 따라온다.
- 하우스도르프 위상군들의 사영 극한은 직접곱의 닫힌 부분군이며, 여기에 곱위상의 부분 공간 위상을 준다.
- 콤팩트 공간의 곱공간 및 닫힌집합은 콤팩트 공간이다.
- 완전 분리 공간의 곱공간 및 부분 집합은 완전 분리 공간이다.
- 유한 이산 공간은 하우스도르프 콤팩트 완전 분리 공간이다.

증명 (첫째 조건 ⇒ 둘째 조건):
위상군 {\displaystyle G}가 하우스도르프 공간이며, 콤팩트 공간이며, 완전 분리 공간이라고 하자. 임의의 열린 근방 {\displaystyle O\ni 1}에 대하여, {\displaystyle H\subseteq O}인 열린 부분군 {\displaystyle H}를 찾으면 충분하다. 하우스도르프 콤팩트 완전 분리 공간의 작은 귀납적 차원은 0이므로, {\displaystyle G}는 열린닫힌집합들로 구성된 기저를 가지며, {\displaystyle 1\in U\subseteq O}인 열린닫힌집합 {\displaystyle U}가 존재한다. 이제,
{\displaystyle H=\{g\in G\colon Ug=U\}}
라고 하자. 자명하게 {\displaystyle H\subseteq U}이며 {\displaystyle H\leq G}이므로, {\displaystyle H}가 열린집합임을 보이면 충분하다.
{\displaystyle H=V\cap V^{-1}}
{\displaystyle V=\{g\in G\colon Ug\subseteq U\}}
이므로, {\displaystyle V}가 열린집합임을 보이면 충분하다. {\displaystyle V}의 정의에 따라, 임의의 {\displaystyle u\in U} 및 {\displaystyle v\in V}에 대하여, {\displaystyle uv\in U}이므로, {\displaystyle U_{uv}V_{uv}\subseteq U}인 열린 근방 {\displaystyle U_{uv}\ni u} 및 {\displaystyle V_{uv}\ni v}가 존재한다. {\displaystyle \{U_{uv}\colon u\in U\}}는 {\displaystyle U}의 {\displaystyle X}에서의 열린 덮개이며, {\displaystyle U}는 콤팩트 공간의 닫힌집합이므로 콤팩트 공간이다. 따라서, 유한 부분 덮개 {\displaystyle \{U_{u_{1}v},\dots ,U_{u_{n_{v}}v}\}}가 존재한다. 그렇다면,
{\displaystyle V_{v}=V_{u_{1}v}\cap \cdots \cap V_{u_{n_{v}}v}}
는 열린집합이며, {\displaystyle v\in V_{v}\subseteq V}이다. 즉, {\displaystyle V}는 열린집합이다.
증명 (둘째 조건 ⇒ 셋째 조건):
임의의 열린 부분군 {\displaystyle H\leq G}에 대하여,
{\displaystyle G=\bigsqcup _{gH\in G/H}gH}
이며, {\displaystyle G}가 콤팩트 위상군이므로, {\displaystyle H}의 지표는 유한하다. {\displaystyle H}의 켤레 부분군들의 수는 {\displaystyle H}의 정규화 부분군의 지표 {\displaystyle |G:\operatorname {N} _{G}(H)|}이므로, 역시 유한하다. 이제,
{\displaystyle N=\bigcap _{g\in G}gHg^{-1}}
라고 하자. {\displaystyle N}은 {\displaystyle G}의 정규 부분군이며, {\displaystyle N\subseteq H}이다. 또한, 유한한 수의 열린집합의 교집합이므로, 열린집합이다.
증명 (셋째 조건 ⇒ 넷째 조건):
{\displaystyle {\mathcal {N}}}이 {\displaystyle G}의 열린 정규 부분군들의 집합이라고 하자. 가정에 따라, {\displaystyle {\mathcal {N}}}은 1의 국소 기저이다. 임의의 {\displaystyle N\in {\mathcal {N}}}에 대하여, 몫군 {\displaystyle G/N}은 몫위상을 주었을 때 위상군을 이룬다. {\displaystyle G/N}은 콤팩트 공간의 연속적 상이므로 콤팩트 공간이며, {\displaystyle N\in G/N}의 원상 {\displaystyle N\subseteq G}가 열린집합이므로 이산 공간이다. 특히, {\displaystyle G/N}은 유한군이다. 또한, {\displaystyle {\mathcal {N}}}은 (포함 관계에 대하여) 하향 원순서 집합을 이루므로, 표준적인 전사 연속 군 준동형
{\displaystyle \phi _{NN'}\colon G/N'\to G/N\qquad (N'\subseteq N)}
들을 사용하여 사영 극한
{\displaystyle \varprojlim _{N\in {\mathcal {N}}}G/N}
을 정의할 수 있다.
이제, 표준적인 전사 연속 군 준동형
{\displaystyle \phi _{N}\colon G\to G/N}
을 생각하자. 사영 극한의 보편 성질에 따라, 연속 군 준동형
{\displaystyle \phi \colon G\to \varprojlim _{N\in {\mathcal {N}}}G/N}
{\displaystyle \pi _{N}\circ \phi =\phi _{N}\qquad \forall N\in {\mathcal {N}}}
이 존재한다. {\displaystyle \phi }가 위상군의 동형임을 보이면 충분하다. 그런데 {\displaystyle G}와 {\displaystyle \varprojlim _{N\in {\mathcal {N}}}G/N} 모두 콤팩트 하우스도르프 공간이므로, {\displaystyle \phi }가 전단사 함수임을 보이면 충분하다.
- {\displaystyle \phi }는 단사 함수
  - {\displaystyle \ker \phi =\bigcap _{N\in {\mathcal {N}}}N}이다. {\displaystyle {\mathcal {N}}}이 1의 국소 기저이며, {\displaystyle G}가 하우스도르프 공간이므로, {\displaystyle \ker \phi =\{1\}}이다.
- {\displaystyle \phi }는 전사 함수
  - 임의의 {\displaystyle x=(x_{N})_{N\in {\mathcal {N}}}\in \varprojlim _{N\in {\mathcal {N}}}G/N}에 대하여, {\displaystyle \phi ^{-1}(x)=\bigcap _{N\in {\mathcal {N}}}\phi _{N}^{-1}(x_{N})}이다. 모든 {\displaystyle \phi _{N}^{-1}(x_{N})}은 콤팩트 공간 {\displaystyle G}의 닫힌집합이다. 임의의 유한 집합 {\displaystyle \{N_{1},\dots ,N_{n}\}\subseteq {\mathcal {N}}}에 대하여, {\displaystyle N=N_{1}\cap \cdots \cap N_{n}}이며 {\displaystyle x_{N}=\phi _{N}(g)}이라고 하자. 그렇다면, 임의의 {\displaystyle i=1,\dots ,n}에 대하여, {\displaystyle \phi _{N_{i}}(g)=\phi _{N_{i}N}(\phi _{N}(g))=\phi _{N_{i}N}(x_{N})=x_{N_{i}}}이다. 즉, {\displaystyle \phi _{N_{1}}^{-1}(x_{N_{1}})\cap \cdots \cap \phi _{N_{n}}^{-1}(x_{N_{n}})\neq \varnothing }이며, {\displaystyle \phi _{N}^{-1}(x_{N})}들은 유한 교집합 성질을 만족시킨다. 따라서, {\displaystyle \phi ^{-1}(x)\neq \varnothing }이다.

## 성질
다음 성질들이 성립한다.
- (무한할 수도 있는 개수의) 사유한군들의 (곱위상이 주어진) 직접곱은 사유한군이다. 사유한군의 닫힌 부분군은 사유한군이다.
- 사유한군의 부분군이 열린집합일 필요충분조건은 이 부분군이 유한 지표의 닫힌집합이라는 것이다.

증명:
콤팩트 공간의 곱공간 및 닫힌집합은 콤팩트 공간이다. 하우스도르프 공간이나 완전 분리 공간의 곱공간 및 임의의 부분 집합은 하우스도르프 공간이나 완전 분리 공간이다. 따라서, 사유한군들의 직접곱 및 닫힌 부분군은 사유한군이다.
콤팩트 위상군에서, 열린 부분군은 유한 지표 닫힌 부분군과 동치이다. 특히, 이는 사유한군에서도 성립한다.

### 사유한 완비화
임의의 군 {\displaystyle G}의 사유한 완비화(射有限完備化, 영어: profinite completion) {\displaystyle {\widehat {G}}}는 다음과 같다.
{\displaystyle {\widehat {G}}=\varprojlim _{\scriptstyle N\vartriangleleft G \atop \scriptstyle [G:N]<\aleph _{0}}G/N}
즉, {\displaystyle G}의 모든 유한 지표 정규 부분군 {\displaystyle N}에 대한 몫군들의 사영 극한이다. {\displaystyle {\widehat {G}}}는 자연스럽게 사유한군을 이룬다. 또한, 자연스러운 군 준동형 {\displaystyle G\to {\widehat {G}}}가 존재하며, 이 준동형의 상은 {\displaystyle {\widehat {G}}}의 조밀 집합이다. 일반적으로 이는 단사 함수가 아니다.
또한, 일반적으로 사유한 완비화 연산은 멱등이 아니다. 즉, {\displaystyle {\widehat {\widehat {G}}}\not \cong {\widehat {G}}}일 수 있다.
사유한 완비화는 사유한군의 범주 {\displaystyle {\widehat {\operatorname {Grp} }}}와 군의 범주 {\displaystyle \operatorname {Grp} } 사이의 망각 함자
{\displaystyle F\colon {\widehat {\operatorname {Grp} }}\to \operatorname {Grp} }
의 왼쪽 수반 함자
{\displaystyle {\widehat {\phantom {G}}}\colon \operatorname {Grp} \to {\widehat {\operatorname {Grp} }}}
{\displaystyle {\widehat {\phantom {G}}}\vdash F}
를 이룬다.:345
함자의 구성:
사유한 완비화 {\displaystyle {\widehat {G}}}는 다음 조건을 만족시키는 원소
{\displaystyle (g_{N}N)_{N}\in \prod _{\scriptstyle N\vartriangleleft G \atop \scriptstyle [G:N]<\aleph _{0}}G/N}
들로 구성된 (이산 위상의 곱위상의 부분공간 위상을 부여한) 위상군으로 여길 수 있다.
- 임의의 유한 지표 정규 부분군 {\displaystyle N\subset N'\subset G}에 대하여, {\displaystyle g_{N}N'=g_{N'}N'}

그렇다면, 사유한 완비화 함자에서, 군 준동형
{\displaystyle \phi \colon G\to H}
의 상은 다음과 같은 위상군의 사상이다.
{\displaystyle {\widehat {\phi }}\colon {\widehat {G}}\to {\widehat {H}}}
{\displaystyle {\widehat {\phi }}\colon (g_{N}N)_{N}\mapsto (\phi (g_{\phi ^{-1}(N')})N')_{N'}}

## 예
모든 이산 유한군은 사유한군이다.
p진 정수 {\displaystyle \mathbb {Z} _{p}}는 사유한군을 이룬다. 이는 순환군 {\displaystyle \mathbb {Z} /p^{n}}들의 사영 극한으로 정의된다. 정수군 {\displaystyle \mathbb {Z} }의 사유한 완비화는 모든 p진 정수군의 직접곱과 동형이다.
{\displaystyle {\widehat {\mathbb {Z} }}=\varprojlim _{n\in \mathbb {N} }\mathbb {Z} /n\mathbb {Z} \cong \prod _{p}\mathbb {Z} _{p}}
사유한군은 갈루아 이론에서 등장한다. 구체적으로, 갈루아 확대 {\displaystyle L/K}가 주어지면 {\displaystyle K}를 고정시키는 체 자기 동형 사상들의 군 {\displaystyle \operatorname {Gal} (L/K)}는 사유한군이다. 이는 유한 갈루아 확대 {\displaystyle F/K}들의 사영 극한이다. 모든 사유한군은 갈루아 확대의 갈루아 군과 동형이다.
대수기하학의 에탈 기본군은 사유한군이다. (그러나 대수적 위상수학의 기본군들은 일반적으로 사유한군이 아니다.)

## 참고 문헌
1. ↑  Neukirch, Jürgen; Schmidt, Alexander; Wingberg, Kay (2008). 《Cohomology of number fields》. Grundlehren der Mathematischen Wissenschaften (영어) 323 2판. Berlin: Springer. doi:10.1007/978-3-540-37889-1. ISBN 978-3-540-37888-4. ISSN 0072-7830. LCCN 2008921043. MR 2392026. Zbl 1136.11001.
2. ↑  Horel, Geoffroy (2017). “Profinite completion of operads and the Grothendieck-Teichmüller group” (영어) 321: 326-390. arXiv:1504.01605. doi:10.1016/j.aim.2017.09.030. ISSN 0001-8708. MR 3715714. Zbl 1385.55007.
3. ↑  Waterhouse, William C. (1974). “Profinite groups are Galois groups”. 《Proceedings of the American Mathematical Society》 (영어) (American Mathematical Society) 42 (2): 639–640. doi:10.2307/2039560. JSTOR 2039560. Zbl 0281.20031.

- Fried, Michael D.; Jarden, Moshe (2008). 《Field arithmetic》. Ergebnisse der Mathematik und ihrer Grenzgebiete. 3. Folge (영어) 11 3판. Springer-Verlag. ISBN 978-3-540-77269-9. Zbl 1145.12001. 구글 도서 FNk[…].
- Nikolov, Nikolay; Segal, Dan (2006). “On finitely generated profinite groups. I. Strong completeness and uniform bounds” (영어). arXiv:math/0604399.
- Nikolov, Nikolay; Segal, Dan (2006). “On finitely generated profinite groups. II. Products in quasisimple groups” (영어). arXiv:math/0604400.
- Serre, Jean-Pierre (1994). 《Cohomologie galoisienne》. Lecture Notes in Mathematics (프랑스어) 5 5판. Springer-Verlag. doi:10.1007/BFb0108758. ISBN 978-3-540-58002-7. MR 1324577. Zbl 0812.12002.